# Licán Ray
Licán Ray est une ville et une station balnéaire chilienne, située sur la rive nord du lac Calafquén, à 27 kilomètres de la ville de Villarrica, dans la commune de Villarrica, province de Cautín, région d'Araucanie. 
C'est un centre touristique très fréquenté avec une population de 7 200 habitants (au recensement de 2002 et mis à jour en 2012). Le nom de la ville vient de Mapudungun, la langue du peuple Mapuche indigène du Chili, et signifie « Fleur de pierre ». Le nom peut être écrit de différentes manières, telles que Lican Ray, Licanray ou Licán-Ray. 

## Lieux d'intérêt et monuments
- Le lac Calafquen, situé à 209 mètres d'altitude, a une surface de 120 km 2 et contient onze îles. Le lac long et mince accueille de nombreuses activités touristiques, comme la pêche et les sports nautiques.
- Playa Grande (« grande plage »), s'étendant de la base nord de la péninsule au ruisseau Malpun. La plage est recouverte de sable volcanique et est le point de départ de nombreuses activités de plein air proposées dans la région.
- Playa Chica (« petite plage »), s'étendant de la base sud de la péninsule jusqu'à la crique des pêcheurs. C'est un point de départ pour les activités de voile.
- El Escorial, une rivière de lave pétrifiée à gauche de l'éruption du volcan Villarrica en 1977.
- Les marchés artisanaux, la Plaza de Armas (place principale) et la Plaza San Francisco, tous situés dans la ville.